# دايفيد إتش ماكونيل
دايفيد إتش ماكونيل (بالإنجليزية: David H. McConnell)‏ هو شخصية أعمال أمريكي، ولد في 18 يوليو 1858 في أوسويغو في الولايات المتحدة، وتوفي في 20 يناير 1937 في سوفرن في الولايات المتحدة.